# Eta del Lleó
Eta del Lleó (η Leonis) és un estel de magnitud aparent +3,52 a la constel·lació del Lleó, l'octava més brillant de la mateixa però també la més distant entre elles, ja que s'hi troba al voltant de 2.000 ó 2.100 anys llum del sistema solar.
Eta del Lleó és una supergegant blanca de tipus espectral A0Ib i 9.900 K de temperatura. Encara que enormement lluminosa, 16.400 vegades més que el Sol, la seva lluminositat queda lluny d'altres supergegants com Deneb (α Cygni). Temperatura i lluminositat donen com a resultat un radi 44 vegades major que el radi solar. Igual que altres supergegants, Eta del Lleó experimenta una significativa pèrdua de massa, a un ritme 100.000 vegades major que el del Sol. Sembla ser un estel variable la lluentor del qual fluctua entre magnitud +3,43 i +3,60.
L'ocultació de Eta del Lleó per la Lluna sembla indicar que és un estel binari, amb una de les components un 60% més brillant que l'altra. Si això és així, la massa combinada d'ambdós és 9 vegades major que la massa solar, sent la separació entre les dues d'almenys 60 ua amb un període orbital de 120 anys com a mínim.